# He Zi
Dans ce nom chinois, le nom de famille, He, précède le nom personnel.
He Zi (née le 11 décembre 1990 à Nanning) est une plongeuse chinoise qui a pris sa retraite en 2017. Elle est spécialisée dans les tremplins de 1 m, 3 m et 3 m synchronisés.

## Biographie
Lors des Jeux olympiques de Rio, après la cérémonie protocolaire où elle a reçu sa médaille d’argent, son compagnon Qin Kai la demande en mariage devant le public nombreux et accepte. Ce moment d'émotion a été largement relayé par les médias proposant le suivi des JO.
Âgée de 26 ans en 2017, elle prend sa retraite à cause d'une blessure au pied qui ne guérit pas et parce qu'elle est enceinte. Lorsqu'elle annonce sa retraite sur le réseau social Weibo, elle précise « Je me suis battue pour ma carrière de plongeuse pendant 20 ans. A présent, je dois me battre pour ma petite famille. ».

## Palmarès

### Jeux olympiques
- Jeux olympiques de 2012 à Londres  Royaume-Uni :
  -  Médaille d'or du plongeon synchronisé à 3 m (avec Wu Minxia)[4],[5].
  -  Médaille d'argent au plongeon à 3 m[6],[5].
- Jeux olympiques de 2016 à Rio de Janeiro  Brésil :
  -  Médaille d'argent au plongeon à 3 m[2],[7].

### Championnats du monde
- Championnats du monde de 2007 à Melbourne  Australie :
  -  Médaille d'or au plongeon à 1 m[8].

- Championnats du monde de 2011 à Shanghai  Chine :
  -  Médaille d'or au plongeon synchronisé à 3 m (avec Wu Minxia)[9].
  -  Médaille d'argent au plongeon à 3 m[10].

- Championnats du monde 2013 à Barcelone  Espagne :
  -  Médaille d'or du plongeon individuel à 1 m[11],[12].
  -  Médaille d'or du plongeon individuel à 3 m[13],[14].

- Championnats du monde 2015 à Kazan  Russie :
  -  Médaille d'argent du plongeon individuel à 3 m[15].
  -  Médaille de bronze du plongeon individuel à 1 m[16].

### Jeux asiatiques
- Jeux asiatiques de 2006 à Doha  Qatar :
  -  Médaille d'argent au plongeon à 1 m.
  -  Médaille d'argent au plongeon à 3 m.
- Jeux asiatiques de 2010 à Canton  Chine :
  -  Médaille d'or au plongeon à 3 m[17].

### Autres
- 2009 -  médaille d'or au tremplin de 3 m individuel lors des FINA Diving World Series[18]
- 2010 -  médaille d'or au tremplin de 3 m en individuel et en duo avec Wu Minxia au tremplin de 3 m synchronisé à la 17e coupe du monde de plongeon à Changzhou, en Chine[19]
- 2011 -  médaille d'or au tremplin de 3 m en duo avec Wang Han lors de l'Universiade d'été de 2011